# Ibrahim Moustafa
Ibrahim Moustafa (in arabo ابراهيم مصطفى‎?; Alessandria d'Egitto, 23 settembre 1904 – Città del Messico, 6 ottobre 1968) è stato un lottatore egiziano, specialista della lotta greco-romana.

## Biografia
Al suo primo torneo internazionale, rappresentò l'Egitto alle Olimpiadi di Parigi 1924, dove finì quarto nel torneo dei pesi medio-massimi. 
Quattro anni dopo vinse la medaglia d'oro, ai Giochi olimpici di Amsterdam 1928, nella stessa categoria, diventando il secondo campione olimpico egiziano dopo il sollevatore El-Sayed Nosseir.
L'anno successivo, su invito della Federazione Svedese di Lotta, Moustafa girò l'Europa e partecipò a numerosi tornei internazionali. 
Di professione falegname, al suo ritorno a casa divenne un allenatore di lotta greco-romana e preparò uno dei suoi tre figli, Adel Ibrahim Moustafa, alle Olimpiadi del Londra 1948 e del Helsinki 1952. 
Dopo la sua morte nel 1986, fu organizzato in suo onore l'annuale torneo internazionale di lotta a lui intitolato.

## Palmarès
- Giochi olimpici

Amsterdam 1928: oro nei Pesi medio-massimi